# カルメン (1948年の映画)
『カルメン』（The Loves of Carmen）は、チャールズ・ヴィダー監督による1948年のアメリカ合衆国の恋愛ドラマ映画である。リタ・ヘイワースがカルメン、グレン・フォードがドン・ホセを演じている。
第21回アカデミー賞で撮影賞（カラー部門）にノミネートされた。

## キャスト
- カルメン：リタ・ヘイワース
- ドン・ホセ：グレン・フォード
- アンドレス：ロン・ランデル（英語版）
- ガルシア：ヴィクター・ジョリイ（英語版）
- ダンカイレ：ルーサー・アドラー
- 大佐：アーノルド・モス（英語版）
- 老女：マーガレット・ワイチャーリイ